# Calceter
El calceter era un menestral que tenia l'ofici de fer calces.
A Mallorca, els calceters compartien col·legi professional amb els sastres. Va ser fundat el 1312 en acte solemne a l'església de Santa Margalida, i les seves primeres ordenances conegudes són de 1437. Malgrat que formaven un sol col·legi amb els sastres, en certes èpoques apareixen constituïts en una agrupació pròpia, que celebrava les seves juntes a l'església del Sant Esperit (actualment de Sant Felip Neri). El 1445, el col·legi adoptà per patró sant Francesc, venerat a església homònima, en la qual tenien la sepultura col·legial (al centre del temple); la sala del col·legi, per la seva banda, era situada al carrer de la Porteria de Sant Domingo (avui carrer del Palau Reial). L'escut del col·legi consistia en dos lleons rampants sostenint unes tisores de sastre.
A Inca, el col·legi de sastres i calceters es fundà el 1566, escindit del ciutadà. Honraven com a patrons santa Llucia i sant Cosme i sant Damià a l'església de l'Hospital. També consten, al segle xvii, col·legis de sastres a Manacor, Llucmajor i Sóller. Cap a final de l'edat mitjana, també hi havia col·legis o confraries de calceters a Barcelona, Lleida i altres ciutats.